# Fête des ignames
La fête des ignames est une fête annuelle célébrée par les différentes ethnies akans dans les villes de l'est de la Côte d'Ivoire. Elle symbolise la fin d’une récolte vivrière abondante. Elle marque la nouvelle l’année. La fête est l’occasion de communier avec les esprits des ancêtres.   
En Côte d’Ivoire, de nombreux peuples célèbrent la fête de l’igname. Les Agnis, Baoulés, Brons, les Koulango, les Abés … commémorent cette fête qui revêt un caractère spirituel et l’autre festif. Cependant, chaque peuple l’agrémente avec ses rites et coutumes.   
La fête de l’igname est une manifestation culturelle vieille de plus de 300 ans. Cette fête se déroule essentiellement entre septembre à janvier, avec des rites différents selon les endroits : 
- en octobre-novembre dans le Nord-est (chez les Koulango et les Bron pour l'Adayé Kessié) ;
- le deuxième vendredi du mois de novembre, un vendredi saint (anan-yo), chez le peuple Diabè (Djuablin)[4]
- en février dans l'Ouest[1] ;
- le troisième vendredi de février (anaya en langue agni)[2] dans l'Est à Abengourou (ignames d'Apouéba), en septembre à Guiendé (Tanda) et à Bondoukou (ignames d'Hérébo)[1].
- en juillet dans le Nord (principalement à Doropo et Gbanin)[1] ;
- en août dans le Sud (Sikensi)[1] ;

Durant la fête, la consommation d’ignames est interdite.
Dans le royaume de l'Indénié (Abengourou), chez le peuple Agni N’Dénian, la célébration s'accompagne d'un rituel de l’adoration des bia (tabouret royal).
La 278e fête des ignames s’est déroulée en février 2023.